# 普勒克斯峰
45°55′40″N 7°47′07″E / 45.92778°N 7.78528°E

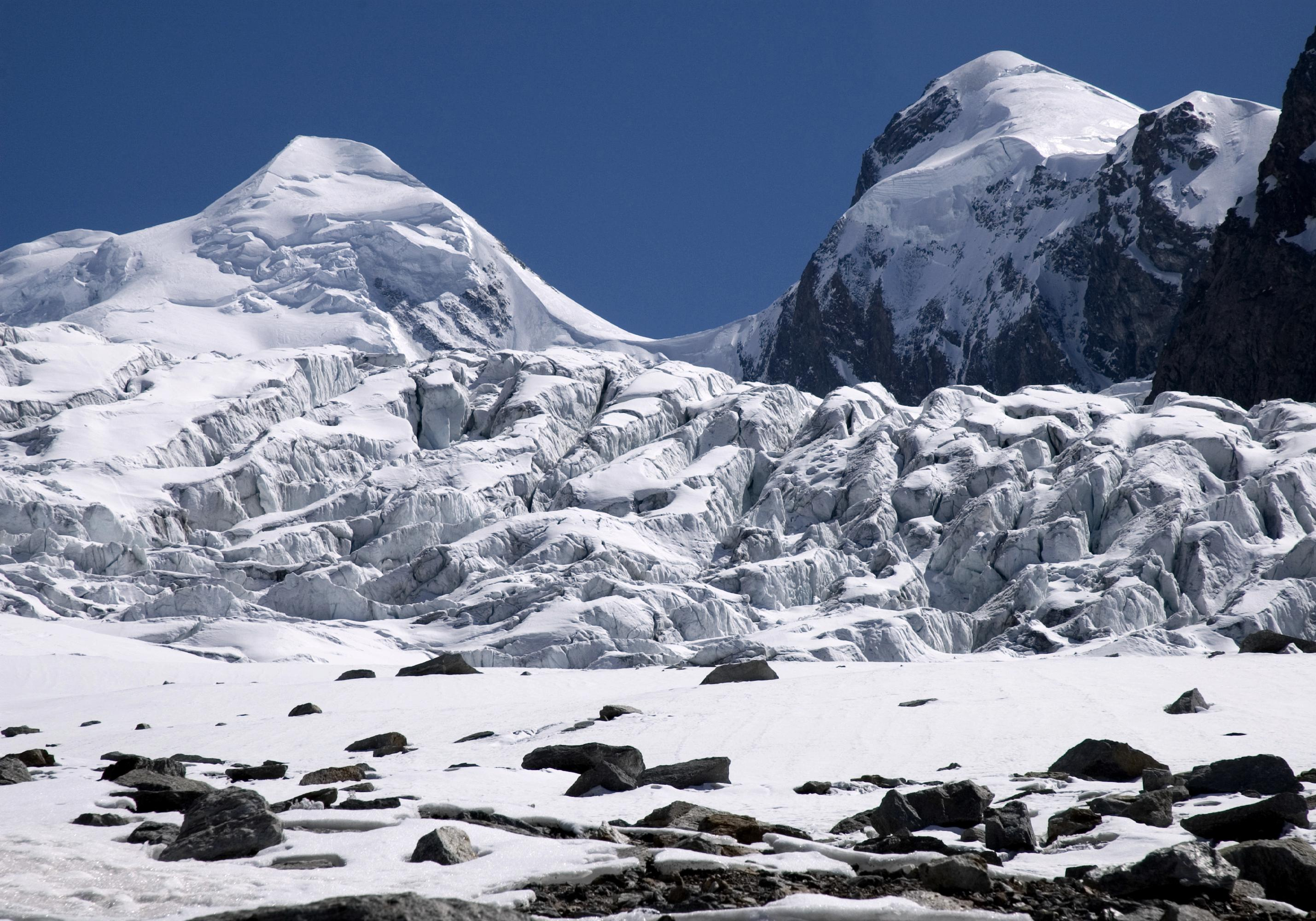

普勒克斯峰（義大利語：Polluce），是歐洲的山峰，位於瑞士和意大利接壤的邊境，屬於本寧阿爾卑斯山脈的一部分，海拔高度4,092米，人類在1864年8月1日首次登上該山峰。